# (19776) Balears
(19776) Balears est un astéroïde de la ceinture principale.

## Description
(19776) Balears est un astéroïde de la ceinture principale. Il fut découvert le 4 août 2000 à Ametlla de Mar par Jaume Nomen. Il présente une orbite caractérisée par un demi-grand axe de 2,27 UA, une excentricité de 0,16 et une inclinaison de 6,9° par rapport à l'écliptique.

## Compléments